# Jonas Eliasson
Jonas Eliasson (Kristinehamn, 3 de febrero de 1969) es un profesor sueco, especialista en transporte y exdirector de la administración de transporte de la ciudad de Estocolmo.

## Biografía
Jonas Eliasson nació el 3 de febrero de 1969, hijo de Ingemar Eliasson, un exministro del gobierno y gobernador del condado.

## Educación y carrera
Eliasson fue profesor de análisis de sistemas de transporte en el KTH Real Instituto de Tecnología, Estocolmo, desde 2007 hasta 2016. Participó activamente en las discusiones sobre planificación del tráfico en varias grandes ciudades de Suecia y en el extranjero. Ha trabajado con precios de congestión vial y análisis de costo-beneficio.
Es miembro de la Real Academia Sueca de Ciencias de la Ingeniería desde 2009.
Eliasson fue director de la administración de transporte de la ciudad de Estocolmo desde 2016 hasta principios de 2019  y es profesor de sistemas de transporte en la Universidad de Linköping. Desde noviembre de 2019, Eliasson es el director de objetivos de accesibilidad en la Administración de Transporte Sueca.
En 2023, recibió el Premio Chauvenet de la MAA (junto con Kimmo Eriksson).